# جوردن جيمس (لاعب دوري الرغبي)
جوردن جيمس (بالإنجليزية: Jordan James)‏ هو لاعب دوري الرغبي بريطاني، ولد في 24 مايو 1980 في باث في المملكة المتحدة.